# 刺毛冠鱗單棘魨
刺毛冠鱗單棘魨，為輻鰭魚綱魨形目鱗魨亞目單棘魨科的其中一種，為亞熱帶海水魚，西大西洋區，從美國北卡羅萊那州至巴西東南方海域，棲息深度可達80公尺，體長可達20公分，棲息在外海礁石區，稚魚會漂浮在海草中，生活習性不明，曾有雪卡魚毒的紀錄。

## 扩展阅读
維基物種上的相關：刺毛冠鱗單棘魨